# John Wiley & Sons
John Wiley & Sons Ltd. es una editorial fundada en 1807 en los Estados Unidos.
En sus comienzos, Wiley era conocida por publicar obras de Washington Irving, Edgar Allan Poe, Herman Melville, y otros escritores estadounidenses del siglo XIX.
En la actualidad es conocida por la publicación de material científico e información técnica. 